# Stora Bringes
Stora Bringes är en ruin av ett medeltida stenhus i Norrlanda socken, östra Gotland.
Byggnaden har varit ett stort och komplext förrådshus, som troligen även fungerat som sommarbostad och festlokal. Bottenvåningen består av två välvda rum, i en bred mur mellan rummen leder en trappa upp till en övervåning med ytterligare två välvda rum. Över dessa har det funnits en förrådsvind, som troligen också varit välvd. Dendrokronologiska dateringar har visat att huset förmodligen uppfördes i början av 1240-talet. Inga medeltida ägare kan kopplas till byggnaden.